# 恩村古墓群遗址
恩村古墓群遗址，位于中国广东省韶关市仁化县城口镇恩村屋背后面的公路边，为仁化县的一个县级文物保护单位，类型为古墓葬，公布时间为1989年6月3日。
恩村古墓群遗址的历史年代为东晋—宋。